# إلمر إل. أندرسن
إلمر إل. أندرسن (بالإنجليزية: Elmer L. Andersen)‏ هو سياسي أمريكي، ولد في 17 يونيو 1909 في شيكاغو في الولايات المتحدة، وتوفي في 15 نوفمبر 2004 في منيابولس في الولايات المتحدة. حزبياً، نشط في الحزب الجمهوري. وقد انتخب عضو مجلس ولاية مينيسوتا وانتخب حاكم مينيسوتا ‏ (2 يناير 1961 – 25 مارس 1963).